# Gyrinus colymbus
Gyrinus colymbus е насекомо от разред Твърдокрили (Coleoptera), семейство Gyrinidae.

## Разпространение
Видът е разпространен в Южна Европа от Франция до Балканите.